# Nogent-le-Roi
Nogent-le-Roi ist eine französische Gemeinde mit 4023 Einwohnern (Stand 1. Januar 2022) im Département Eure-et-Loir in der Region Centre-Val de Loire; sie gehört zum Arrondissement Dreux und zum Kanton Épernon und liegt am Ufer des Flusses Eure.

## Geschichte
In Nogent-le-Roi starb am 5. oder 16. Dezember 1325 Karl I., Graf von Valois, Titularkönig von Aragón und Valencia, Graf von Barcelona, Graf von Alençon, Chartres und Le Perche, päpstlicher Vikar in Italien und Statthalter der Romagna, Titularkaiser von Konstantinopel, Regent von Frankreich.
Während des Zweiten Weltkriegs befand sich südlich des Ortes ein Feldflugplatz, den die deutsche Luftwaffe lediglich zwischen Ende Juni und Mitte August 1944 intensiver nutzte, als hier die mit Bf 109G ausgerüstete II. Gruppe des Jagdgeschwaders 3 (II./JG 3) lag.

### Bevölkerungsentwicklung

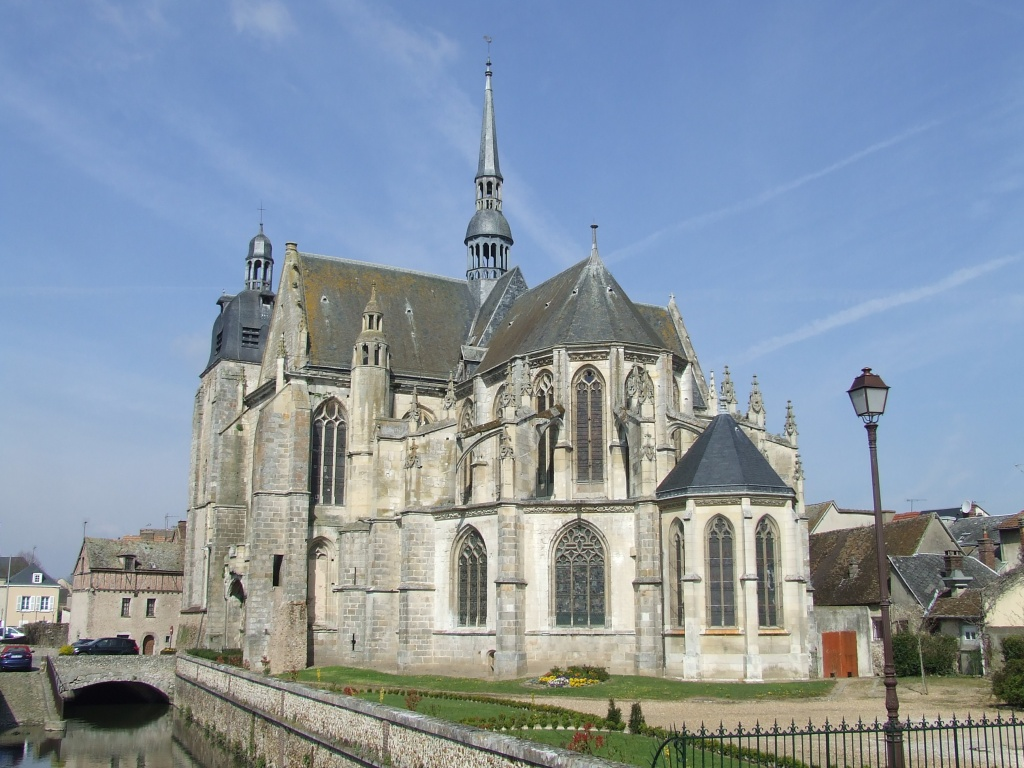
Kirche Saint-Sulpice

| Jahr                       | 1962 | 1968 | 1975 | 1982 | 1990 | 1999 | 2009 | 2018 |
| Einwohner                  | 1733 | 7189 | 1517 | 3267 | 3832 | 4142 | 4157 | 4032 |
| Quellen: Cassini und INSEE |      |      |      |      |      |      |      |      |

## Gemeindepartnerschaft
Nogent-le-Roi unterhält seit 1974 eine Partnerschaft mit Heddesheim, einer Gemeinde im Rhein-Neckar-Kreis in Deutschland.